# Gammiella tonkinensis
Gammiella tonkinensis là một loài Rêu trong họ Sematophyllaceae. Loài này được (Broth. & Paris) B.C. Tan mô tả khoa học đầu tiên năm 1990.